# ウロポルフィリノーゲンIIIシンターゼ

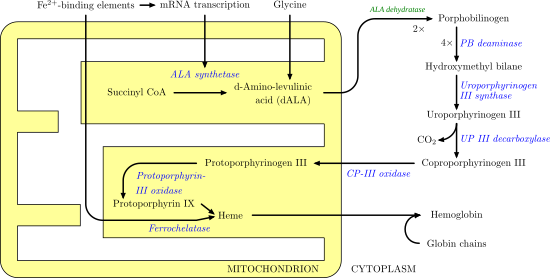
ヘム合成は、細胞質やミトコンドリア内（黄色部分）で反応が起こる。

ウロポルフィリノーゲンIIIシンターゼ(Uroporphyrinogen III synthase)（ウロポルフィリノーゲンIII合成酵素）とは、ヒドロキシメチルビランをウロポルフィリノーゲンIIIに変換するポルフィリン代謝の第4番目の反応に関わる酵素である。
ヒドロキシメチルビランがウロポルフィリノーゲンIIIシンターゼによって縮合し、環を巻くとウロポルフィリノーゲンIIIとなる。この際、ウロポルフィリノーゲンIIIシンターゼの働きにより4つのピロール環が整然と並んだヒドロキシメチルビランの一端のピロール環一つだけが反転して縮合し環を形成する。ウロポルフィリノーゲンIIIシンターゼがはたらかない場合、ピロール環が整然と並んだままのヒドロキシメチルビランが自発的に縮環してウロポルフィリノーゲンI が生成する。ウロポルフィリノーゲンI はウロポルフィリノーゲン脱炭酸酵素の基質となりコプロポルフィリノーゲンIへと変換されるが、これはコプロポルフィリノーゲン酸化酵素の基質とならないため、プロトポルフィリンには至らない。。
```
 
 ⇒

          
ヒドロキシメチルビラン
            
ウロポルフィリノーゲンIII
```

## 病理学
この酵素の欠乏は、ガンサー病（en:Gunther's disease）を引き起こす。